# Harley Street

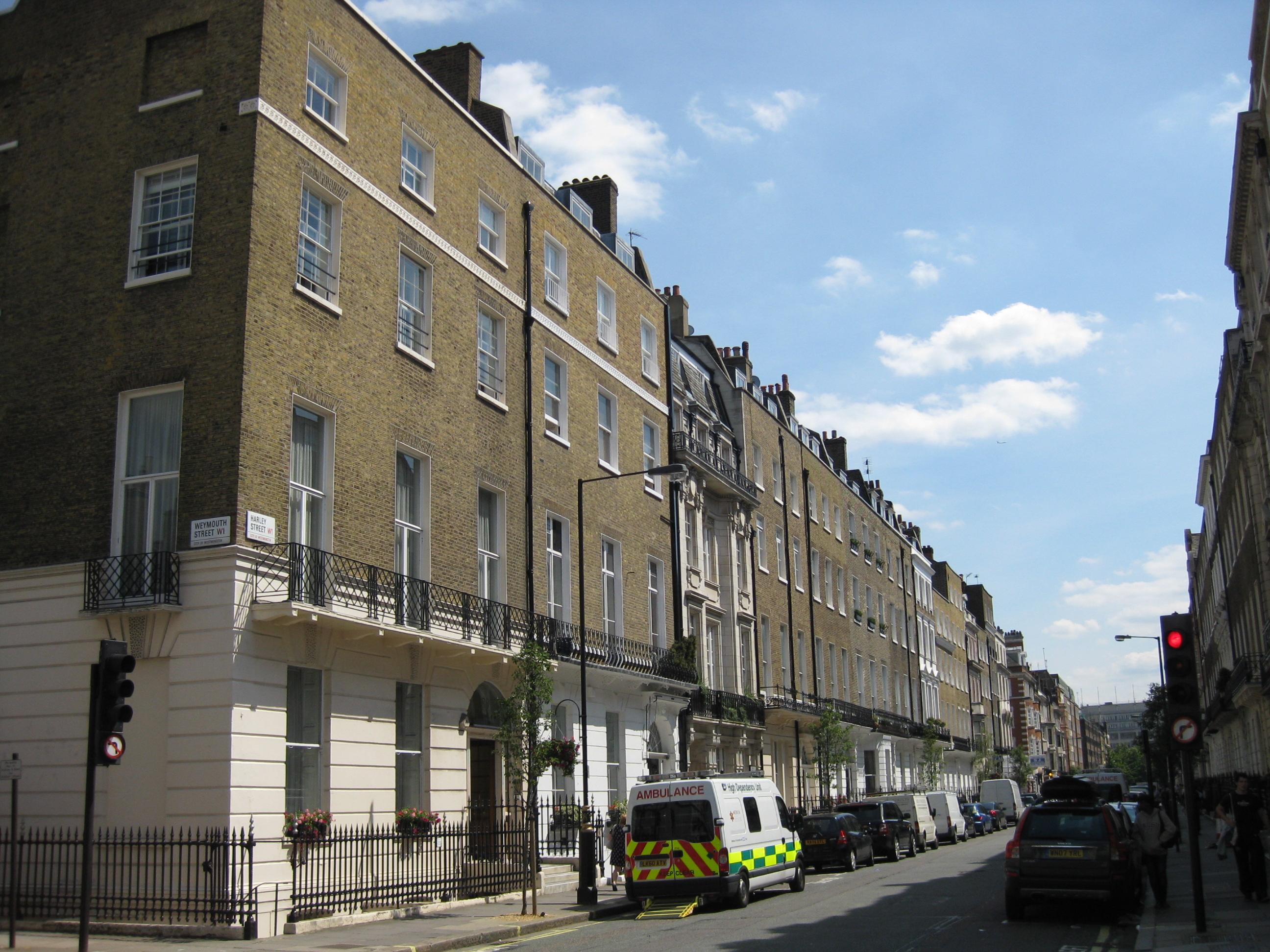
Harley Street en 2011

Harley Street (calle Harley) es una calle en la ciudad de Westminster, en Londres. En ella se encuentra una gran cantidad de consultorios privados de dentistas, cirujanos y médicos, por lo que se ha convertido en sinónimo de "atención médica privada" en el Reino Unido.
A partir del siglo xix, se ha ido incrementando el número de doctores, hospitales y organizaciones médicas en los alrededores de Harley Street.
Los registros muestran que había aproximadamente veinte médicos en 1860, ochenta hacia 1900 y casi 200 hacia 1914. Cuando el National Health Service se estableció en 1948, había cerca de 1500 médicos. En los años 1960, el psiquiatra Ronald D. Laing tuvo consulta en la calle.
Harley Street es propiedad de la familia noble Howard de Walden, y forma parte del Howard de Walden Estate.
Estos son los hospitales que están en el área de Harley Street:
- The London Clinic
- The Harley Street Clinic
- King Edward VII Hospital for Officers
- The Princess Grace Hospital
- Portland Hospital for Women and Children
- The Wellington Hospital
- Devonshire Hospital

Las bocas de estaciones más próximas son Regent's Park y Oxford Circus.